# Enicospilus exaggeratus
Enicospilus exaggeratus är en stekelart som beskrevs av Chiu 1954. Enicospilus exaggeratus ingår i släktet Enicospilus och familjen brokparasitsteklar. Inga underarter finns listade i Catalogue of Life.